# Noccaea tenuis
Noccaea tenuis är en korsblommig växtart som först beskrevs av Pierre Edmond Boissier och Friedrich Alexander Buhse, och fick sitt nu gällande namn av Friedrich Karl Meyer. Noccaea tenuis ingår i släktet backskärvfrön, och familjen korsblommiga växter. Inga underarter finns listade i Catalogue of Life.